# روزاليند مارسدن
السيدة روزاليند ماري مارسدن (بالإنجليزية:  Dame Rosalind Mary Marsde)‏ (من مواليد 1950) دبلوماسية بريطانية وموظف حكومي. كانت الممثل الخاص للاتحاد الأوروبي في السودان من 2010 إلى 2013. وأيضًا راعية الجمعية الخيرية كيدز فور كيدز [الإنجليزية]، التي تساعد الأطفال في دارفور، السودان. وهي حاليًا زميلة مشاركة في برنامج إفريقيا في تشاتام هاوس.

## مهام تولتها
- 1974، مساعد مكتب مساعد في إدارة الشرق الأدنى وشمال إفريقيا
- 1976-1980، طوكيو، سكرتير ثان، (تم ترقيتها لاحقًا إلى سكرتير أول)
- 1980-1983، وزارة الخارجية وشؤون الكومنولث، مخطط السياسات
- 1983-1985، رئيس قسم الجماعة الأوروبية (الداخلية)
- 1985-1988، السفارة البريطانية، بون
- 1989-1991، نائب رئيس إدارة هونغ كونغ
- 1991-1993، بنك وستمنستر الوطني (إعارة)
- 1993-1996، طوكيو، مستشار سياسي
- 1996-1999، رئيس إدارة الأمم المتحدة
- 1999-2003، مدير منطقة آسيا والمحيط الهادئ
- 2003-2006، كابل، أفغانستان، سفيرة صاحبة الجلالة
- 2006-2007، البصرة، العراق، قنصل عام بريطاني
- 2007-2010، السفير البريطاني، السودان
- 2010-2013، الممثل الخاص للاتحاد الأوروبي للسودان وجنوب السودان.

في كابل، كانت من الداعمين البارزين لبرنامج ساعة المرأة الأفغانية، وهو برنامج إذاعي نسائي لصالح بي بي سي وورلد سيرفيس تراست، ليتم بثه على راديو الخدمة العالمية.

## تكريم
تم تقليد مارسدن وسام القديس ميخائيل والقديس جرجس في حفل تكريم العام الجديد 2010. وهي أيضًا زميلة فخرية في كلية سومرفيل، أكسفورد.